# Achorodothis
Achorodothis is een geslacht van schimmels dat behoort tot familie Mycosphaerellaceae. De typesoort is Achorodothis poasensis.

## Soorten
Volgens Index Fungorum telt het geslacht twee soorten (peildatum april 2024):
| Soortnaam              | Auteur(s) | Publicatiejaar |
| ---------------------- | --------- | -------------- |
| Achorodothis poasensis | Syd.      | 1926           |
| Achorodothis rapaneae  | Syd.      | 1930           |